# George Marston
George Marston (Portsmouth, 19 maart 1882 - Taunton, 22 november 1940) was een Brits illustrator.

## Biografie
Marston studeerde kunst aan de Universiteit van Westminster. In zijn studententijd leerde hij Kathleen (1884-1961) en Helen Shackleton (1882-1962) kennen, de zussen van de poolreiziger Ernest Shackleton. Zij stelden Marston aan hun broer voor om te zorgen voor de illustraties tijdens de Nimrod-expeditie (1907-1909). De aquarellen die Marston tijdens deze expeditie had gemaakt, verschenen in het boek van Shackleton The Heart of the Antarctic. Ook bij de volgende expeditie van Shackleton, de Endurance-expeditie vergezelde Marston hem. Het schip, de Endurance zonk na een aanvaring tegen pakijs. Marston kon zich redden. De overlevenden leefden vijf maanden lang op Elephanteiland, totdat ze gered werden.
Na deze expeditie gaf Marston les aan een kunstschool in Petersfield.
Marston overleed op 58-jarige leeftijd in 1940. Naar hem vernoemd op Antarctica zijn Mount Marston en de Marstongletsjer.
- International Standard Name Identifier: 0000 0000 6369 5998
- Library of Congress Control Number: n86848258
- Nationale bibliotheek van Australië: 35330035
- RKD-Nederlands Instituut voor Kunstgeschiedenis: 52842
- SNAC: w6z47334
- Trove: 913949
- Union List of Artist Names: 500026173
- Virtual International Authority File: 277994030
- WorldCat: E39PBJjMDt7MCdByGPpQFD9hpP